# Marcel Bellerive
Marcel Bellerive, né à Grand-Mère (aujourd’hui fusionnée avec la ville de Shawinigan) en 1934 et mort à Montréal en 2004, est un peintre, sculpteur, graveur, dessinateur, artiste en art visuel et pédagogue canadien. Après des études à l’École des beaux-arts de Montréal, il entreprend une carrière artistique. Marcel Bellerive devient d’abord connu par ses gravures et ses impressions abstraites.
Sa production considérable comprend des centaines de tableaux et des milliers de dessins, de sculptures, d’estampes ou de montages. Son œuvre a été présentée dans une centaine d’expositions, dont environ une douzaine en solo, et ce, en Grande-Bretagne, en France, aux États-Unis, au Québec et au Canada.
Ses œuvres font aujourd’hui partie de plusieurs collections permanentes prestigieuses, dont celles de Loto-Québec, du Musée d'art contemporain de Montréal et de l’Artothèque de Montréal.
Marcel Bellerive a été membre de l’Académie royale des arts du Canada (ARC) durant de nombreuses années et il en a été le président en 1984.

## Biographie
Marcel Bellerive naît le 20 juillet 1934 à Grand-Mère (Québec). Il est le fils d’Herclès Bellerive et de Claudia Massicotte. Il fait ses études primaires et secondaires à Grand-Mère. Puis dans les années post-guerre, en 1953, il entre à l’École des beaux-arts de Montréal alors qu’il a tout juste 19 ans. C’est à ce moment-là que sa carrière de peintre commence. Il entre dans cet univers où des artistes comme Jackson Pollock, Willem de Kooning et Adolph Gottlieb sont les artistes influents de cette époque et il est de la même génération que Rolf Iseli, it: Italo Antico, en:Max Gunther, et Jay Backstrand.
En 1956, il participe à une exposition Sculptures en plein air à l’île Sainte-Hélène de Montréal. L’année suivante, il fait partie du groupe de l’exposition inaugurale de la Galerie L’Échange aux côtés, entre autres, d’Armand Vaillancourt, Henry Saxe, Peter Daglish. Il termine ses études en 1957.
Il retourne vivre un temps à Grand-Mère. Il réalise en 1959 la murale de la nouvelle école de La Tuque. Toujours la même année, il remporte le deuxième prix du Concours international de peinture lors du centenaire de la ville de Granby et, en octobre, il fait partie des exposants lors du lancement de la nouvelle Galerie Denyse Delrue à Montréal, aux côtés de Paul-Émile Borduas, Albert Dumouchel, Guido Molinari, Jean-Paul Mousseau, Alfred Pellan, Jean Paul Riopelle. Au cours de cette exposition qui réunit de grands noms de la peinture automatiste du Québec, son travail est remarqué par la critique Françoise de Repentigny. La critique élogieuse qu’elle fait du travail de l’artiste permet à la carrière de Marcel Bellerive de prendre son envol et elle va l’amener à exposer, dans le cadre d’exposition de groupe, aux États-Unis et en Europe.
En février 1960, il fait une exposition solo à la Galerie Denyse Delrue (GDD). En juillet de la même année, il fait partie de la composition du jury pour l’exposition Le Square des arts au parc urbain du square Dominion (aussi appelé Square Dorchester), à Montréal.
En novembre 1961, il a alors 27 ans et il expose à la Galerie Libre en compagnie d’Henriette Fauteux-Massé et de Gérard Tremblay (peintre). Cette exposition sera suivie de quelques expositions de groupe et aussi d’expositions solos chez Ars Classica, La Relève et Galerie Denyse Delrue. La même année, il réalise une murale pour l’école Maria Goretti de Shawinigan-Sud.
L’année suivante, il obtient une bourse du gouvernement du Québec qui lui permet de poursuivre ses recherches.
En avril 1963, il expose solo au Centre d’art de Shawinigan où plusieurs types d’œuvres sont montrées : aquarelles, gouache, huiles, lithographies, monographie, céramique, sculpture.
Le 23 juillet 1964, Marcel Bellerive inaugure le Grenier des artistes à Saint-Jacques-des-Piles en bordure de la route 19. La vocation de cet établissement est de devenir un Centre d’art : cours d’arts plastiques (dessins, sculpture, céramique), salle d’exposition « contenant une collection permanente d’une quarantaine de toiles exécutées par des artistes régionaux», dont celles de l’artiste peintre Stelio Sole, soirées de spectacle où de nombreux chanteurs viennent performer : Félix Leclerc, Pierre Calvé, les Cailloux, Renée Claude, etc. Pendant cette époque, Marcel Bellerive donne aussi des cours de peinture à La Tuque et des cours d’arts plastiques au Centre d’Art de Shawinigan, ces cours étant établis par l’École des beaux-arts de Montréal.
Vers la fin des années soixante, Marcel Bellerive fait un voyage en Gaspésie qui l’inspire énormément et il passe de la peinture abstraite à la peinture figurative tant les paysages qu’il voit lui font forte impression. Puis, il utilise des médias mixtes pour peindre des objets de la vie quotidienne.
Il retourne aux études et obtient un diplôme en enseignement des arts à l’Université du Québec à Montréal en 1971.
En 1972, il reçoit une bourse du Conseil des arts du Canada. Pour subvenir à ses besoins, en 1977, il enseigne la gravure, le dessin et la peinture à l’Université du Québec à Montréal et à l’Université Concordia. Il enseignera pendant plus de vingt ans et ainsi, il formera nombre d’artistes et d’éducateurs travaillant dans le milieu artistique, dans les écoles et dans les musées. Au début de 1978, il réalise un projet éducatif Imprimatur, initié par le Musée des beaux-arts de Montréal en collaboration avec les Musées nationaux du Canada et ce projet est présenté dans divers musées et universités à travers le Canada. En 1979, il fait sa première exposition solo à la prestigieuse galerie de Drednere de Toronto, galerie où il présente plusieurs de ses œuvres allant de 1973 à 1979.
Dans les années 1980, c’est l’époque de son automarginalisation artistique, « causée par sa propre recherche d’identité comme artiste à contre-courant et qui s’incarne dans une vision : figurative, quand l’abstraction triomphe (alors qu’il s’est formé à l’abstraction)».
En 1984, il devient le président de l’Académie royale des arts du Canada (ARC), académie dont il est membre depuis plusieurs années. Au tournant de cette décennie, il retourne à l’art abstrait.
Après une longue carrière, l’artiste multidisciplinaire Marcel Bellerive décède à Montréal, le 2 mars 2004 à l’âge de 69 ans.
En 2011, le Musée Pierre-Boucher à Trois-Rivières, consacre une exposition colossale à Marcel Bellerive : Regards 1959-2004. Cette exposition regroupe plus de deux cents œuvres de l’artiste : gravures, aquarelles, toiles, montages avec des sacs de papier, gouaches, croquis, dessins à la mine de plomb et à l’encre.

## Son œuvre
Ses œuvres en peinture, en gravure, en sculpture et en dessin ont été présentées dans nombreux musées et dans plusieurs galeries dont la Galerie 13 et la Galerie Simon Blais de Montréal, The Art Gallery et The Galerie Dresdnere de Toronto, The West Broadway Gallery de New York, et The Vancouver Art Gallery.
Son œuvre est aujourd’hui entre les mains de collections privées, de collections institutionnelles, de collections permanentes prestigieuses dont celle de Loto-Québec, ainsi que de collections de musées dont celle du Musée d'art contemporain de Montréal (MACM).
Parmi ses œuvres institutionnelles, il faut citer, entre autres, les sculptures au secrétariat de la Commission scolaire de Trois-Rivières et les murales du Grand séminaire de Montréal, du ministère des Travaux publics de Louiseville, du Centre Mgr Pigeon de Verdun, des écoles Maria Goretti et Lionel Groulx de Shawinigan, etc. »
« Bellerive s’est toujours situé, de son propre aveu, comme un plasticien. Au point qu’on peut parler chez lui, rare prouesse, d’un double langage abstrait ou, mieux encore, d’abstraction figurative… Ses personnages figurent des fragments de sociétés, pas une société ; des morceaux d’histoire, pas l’histoire, etc. … Toutes ces toiles baignent dans un silence construit, qui oblige le spectateur à se questionner : pourquoi un tel mur de silence tout autour de l’espace québécois ?».
Son œuvre qui constitue pourtant une page de l’histoire de l’art du Québec reste encore négligée peut-être à cause de l’automarginalisation de l’artiste et peut-être aussi à cause de son caractère qualifié par certains d’ombrageux et entier « rendant parfois difficiles ses contacts avec les professionnels : musées, critiques, galeristes».
Le journaliste Jérôme Delgado conclut ainsi au sujet de Marcel Bellerive : « il faisait partie des artistes qui réussissent à se tailler une place à coup d’efforts et d’entêtement ».

## Prix et bourses
- 1959 : deuxième prix du Concours international de peinture lors du centenaire de la ville de Granby[8]
- 1962 : Bourse du gouvernement du Québec
- 1972 : Bourse du Conseil des Arts du Canada

## Note spéciale
Un prix est créé portant son nom : la bourse d’excellence Marcel-Bellerive (en peinture).

## Collections
| - Musée d'art contemporain de Montréal - Musée national des beaux-arts du Québec (Québec) - Artothèque (Montréal) |